# Десятова-Шостенко, Наталья Алексеевна
Ната́лья Алексе́евна Деся́това-Шосте́нко, также известная как Натали́ Русси́н (фр. Nathalie Roussine, 1889—1968) — русская и советская учёная-ботаник (геоботаник и флорист-систематик), эмигрировавшая во Францию.

## Биография
Родилась 26 декабря 1889 года в городе Волчанске в семье владельца предприятия по консервации соков. Начальное образование получала в местной гимназии, в 1906 году поступила в Женевский университет. Окончила его в 1909 году по специальности ботаника. С 1909 по 1911 продолжала обучение на Высших женских курсах в Москве.
В 1911 году Наталья Алексеевна устроилась на работу научным сотрудником в Главный ботанический сад в Петербурге. В 1912—1913 путешествовала по Средней Азии. Затем некоторое время была сестрой милосердия в Харькове, в конце 1917 года стала преподавать в Ново-Алексеевском сельскохозяйственном институте. Во время гражданской войны находилась в Краснодаре и Сочи, в 1923 году вернулась в Харьков, где работала ассистентом на кафедре ботаники Харьковского фармацевтического техникума. В 1932 году получила звание профессора.
С 1925 года Н. А. Десятова-Шостенко возглавляла ботанический отдел заповедника Аскания-Нова. С 1919 по 1931 и в 1934 Наталья Алексеевна являлась членом Комитета охраны памятников природы. С 1930 года руководила отделом географии Украинского института прикладной ботаники и была действительным членом Института растениеводства.
В 1936 году защитила докторскую диссертацию. Во время Великой Отечественной войны находилась на оккупированной территории, работала вместе с Ю. Д. Клеоповым в Киеве. После войны, опасаясь преследований, эмигрировала в Германию, оттуда — во Францию, где жила у своего брата.
В 1946 году Наталья Десятова-Шостенко стала сотрудником Университета Монпелье, где сблизилась с Жозиасом Браун-Бланке. В 1952 году приняла фамилию Руссин.
Наталья Алексеевна скончалась в Кормей-ан-Паризи под Парижем 23 ноября 1968 года.

## Растения, названные в честь Н. А. Десятовой-Шостенко
- Nathaliella B.Fedtsch., 1932
- Thymus desjatovae Ronniger, 1932

## Некоторые научные публикации
- Мищенко П. И., Десятова-Шостенко Н. А. Определитель растений равнин и предгорий Кубани и части Черноморья. — Краснодар, 1924. — 471 с.
- Braun-Blanquet, J.; Roussine, N.; Nègre, R. Les Groupements végétaux de la France méditerranéenne. — Paris, 1952. — 297 p.